# Jungle Jack 3
Série
Jungle Jack 2 : La Star de la Jungle
(1996)
Pour plus de détails, voir Fiche technique et Distribution.
Jungle Jack 3 ou Jungle Jack 3D (Jungledyret Hugo: Fræk, flabet og fri) est un film d'animation danois, réalisé par Flemming Quist Møller et Jørgen Lerdam sorti en décembre 2007 au Danemark. C'est le dernier film de la trilogie Jungle Jack, commencé en 1993, et qui fut suivi par un second film Jungle Jack 2 : La Star de la Jungle ainsi qu'une série télévisée Jungledyret Hugo en 2003. Comparé à ses prédécesseurs, Jungle Jack 3 a été entièrement réalisé en image de synthèse.

## Synopsis
Alors que Jack et Rita coulent des jours heureux dans leur petit coin de paradis, en compagnie de Charlie, de nombreuses personnes se mettent à la recherche de Jack, pour le capturer, chacun pour différents motifs. Jack va devoir faire face à ses vieux ennemis comme le docteur Sturmdrang ou encore que le Général Maximus.

## Fiche technique
- Titre : Jungle Jack 3 ou Jungle Jack en 3D
- Titre original : Jungledyret Hugo: Fræk, flabet og fri
- Réalisation : Flemming Quist Møller et Jørgen Lerdam
- Scénario : Flemming Quist Møller
- Composition musicale : Trond Bjerknæs
- Production :
  - Producteur : Irene Sparre Hjorthøj
  - Producteur executif : Therese Sachse
  - Producteur délégué : Per Holst, Anders Mastrup, Hege Wølstad-Knudsen, Aage Aaberge et Kristele Pudane.
  - Coproducteur : Kristina Holst
- Date de sortie cinéma :
  -  Estonie : 2 décembre 2007
  -  Danemark : 21 décembre 2007
- Date de sortie DVD :
  -  France : 21 avril 2010 (Distributeur : TF1 Vidéo)

## Distribution
- Jesper Klein : Jack (Hugo dans la version originale)
- Kaya Brüel : Rita
- Claus Ryskjær : Professeur Strix
- Ole Frick : Docteur Sturmdrang
- Anne Marie Helger : Donna Prima
- Søs Egelind : Zick / Zack
- Dick Kaysø : Général Maximus
- Peter Frödin : Jean Satin
- Flemming Quist Møller : Pedro
- Nis Bank-Mikkelsen : Le jaguar
- Lisbet Dahl : Voix additionnelle
- Ditte Gråbøl : Voix additionnelle
- Morten Holst : Voix additionnelle
- Esben Pretzmann : Voix additionnelle